# Huncowce
Huncowce (słow. Huncovce, węg. Hunfalva, niem. Hunsdorf) – wieś gminna (obec) w północnej Słowacji, leżąca w powiecie Kieżmark, w kraju preszowskim.

## Położenie
Huncowce leżą w Kotlinie Popradzkiej na Spiszu, 2 km na wschód od Wielkiej Łomnicy. Wieś rozpościera się nad prawym brzegiem Popradu, na wysokości ok. 639 m n.p.m.

## Historia
Pierwsza pisemna wzmianka na temat wsi pochodzi z 1209 roku. Huncowce obejmowały niegdyś pobliską część Tatr – Huncowski Szczyt, Dolinę Huncowską i fragment masywu Kieżmarskiego Szczytu. W 1725 roku do wsi przybyły pierwsze dwie rodziny żydowskie. W 1825 roku wieś nawiedził ogromny pożar, który zniszczył dużą część zabudowań. W XIX w. liczba Żydów diametralnie wzrosła, w 1885 roku Huncowce stały się siedzibą gminy żydowskiej, która obejmowała 15 okolicznych wsi.
Pierwotne nazwy Huncowców: Supch (1257), Poloni (1268), Zopczfolua (1290), Canis (1308), Hundsdorf (1336), Sepchfalua (1345), Chepanfalua (1346), Stekchfalua (1383), Honczdorf (1471), Huncowcze (1773) i od 1920 roku Huncovce.
Od niemieckiego nazewnictwa wsi (Hunsdorf) wywodzi się nazwisko Hunsdorfer, które nosiło dwóch znanych przewodników tatrzańskich – Johann Hunsdorfer (senior) i Johann Hunsdorfer (junior).
W 2014 wieś liczyła 2787 mieszkańców w tym 1422 kobiety i 1365 mężczyzn.

## Zabytki
- Kościół Świętego Krzyża z lat 1250-tych[9]
- Ewangelicki kościół filialny z lat 1851-53[10]
- Kaplica św. Jana Nepomucena z 1815[11]

## Galeria

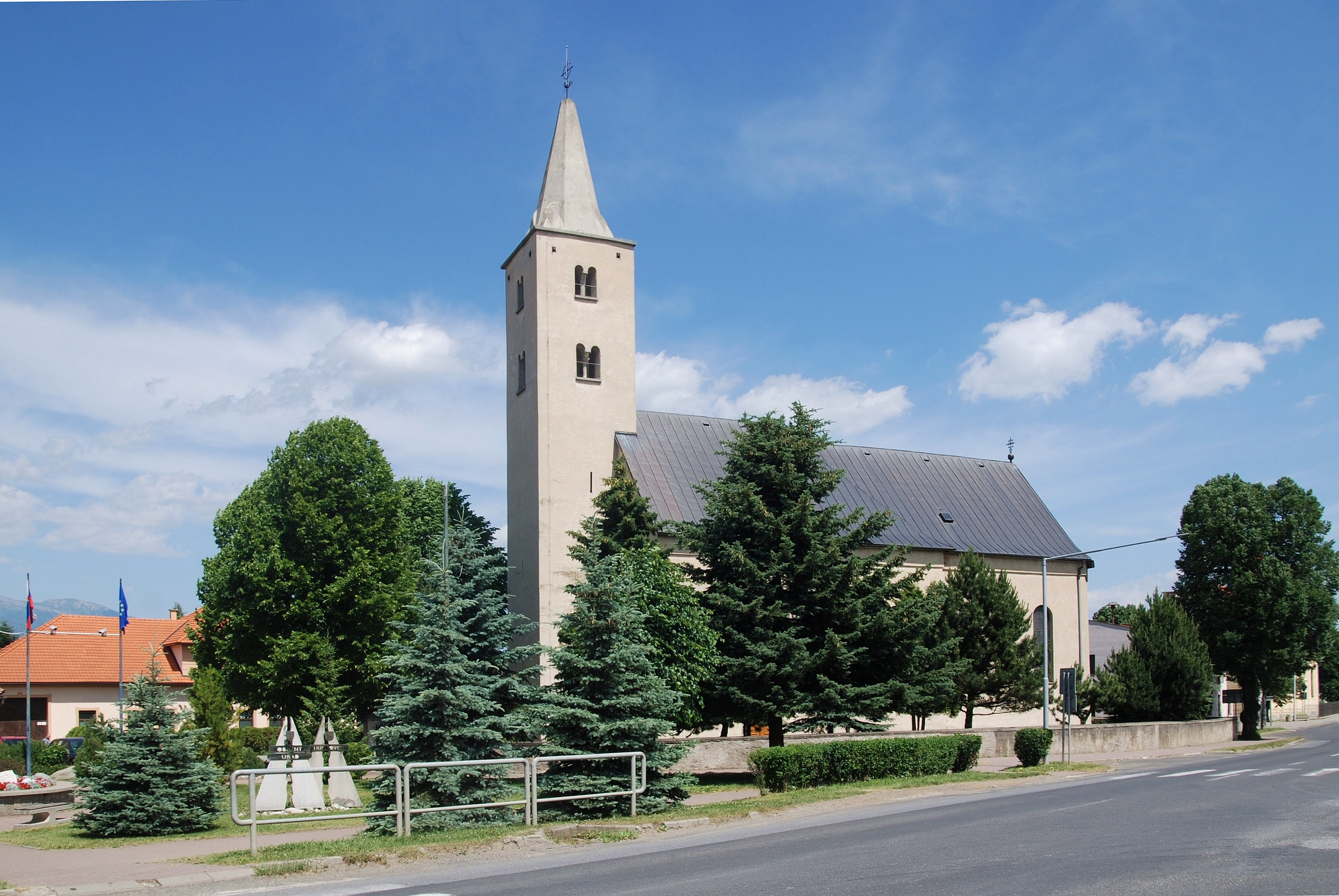
Kościół Świętego Krzyża
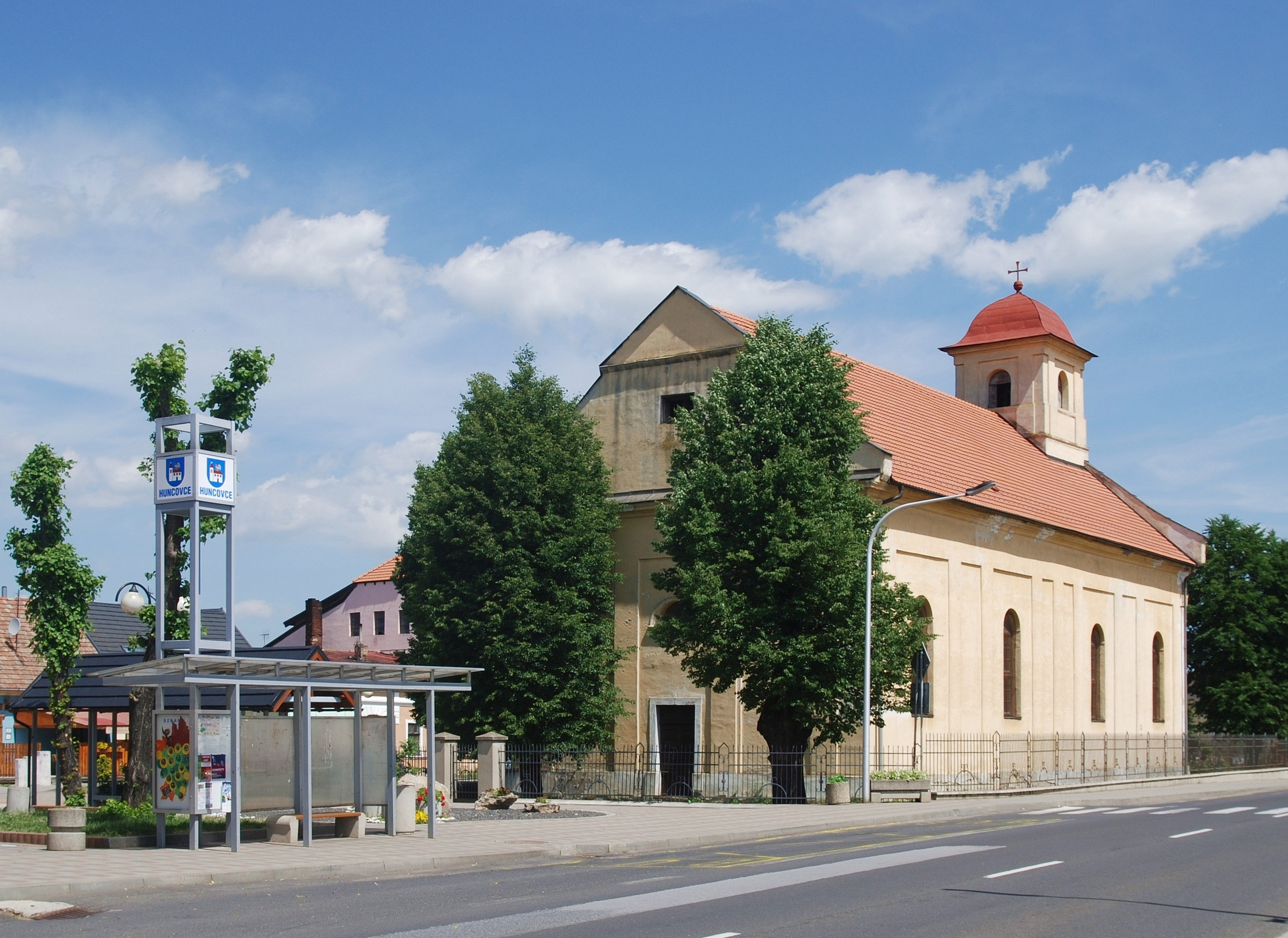
Kościół ewangelicki
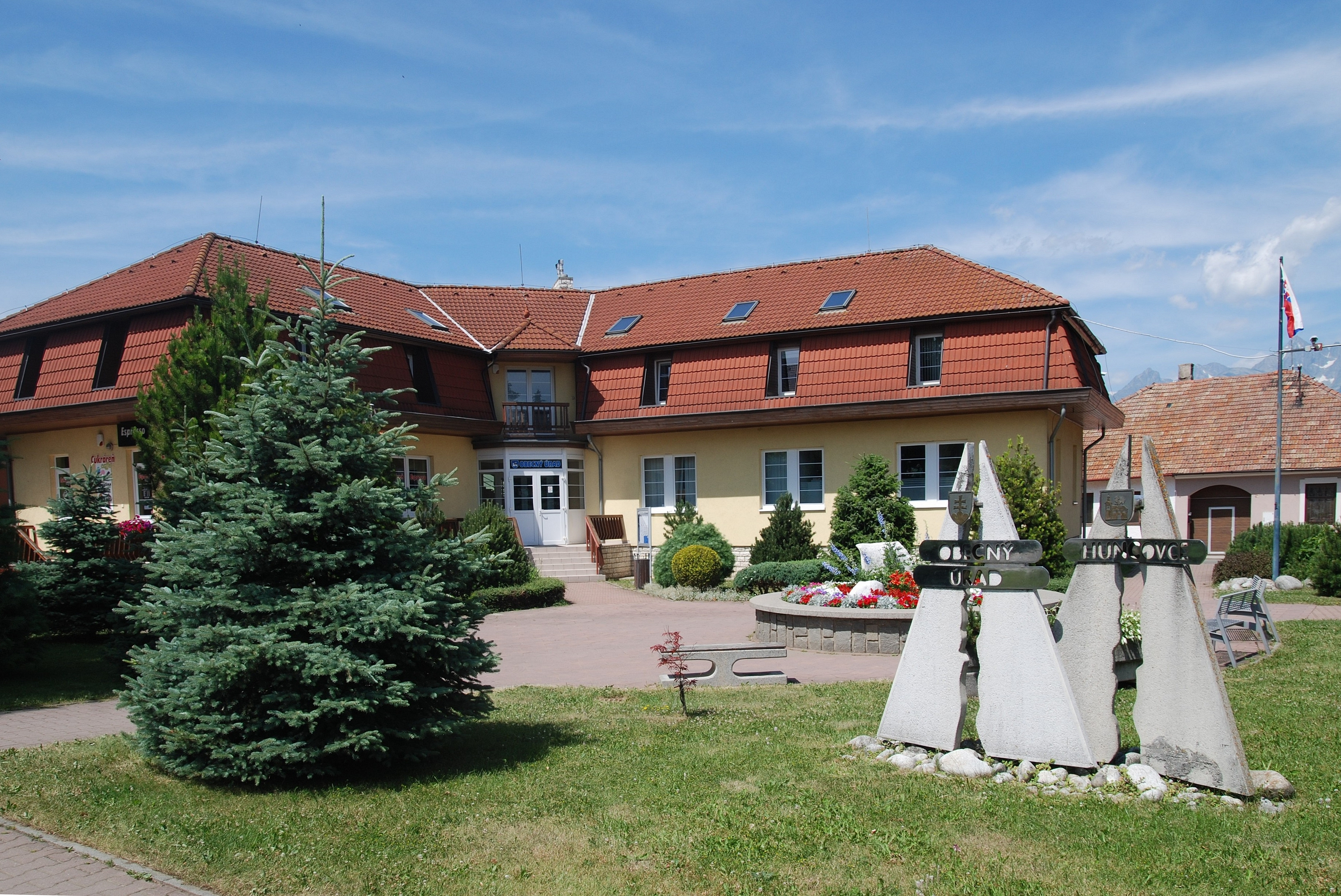
Urząd wiejski
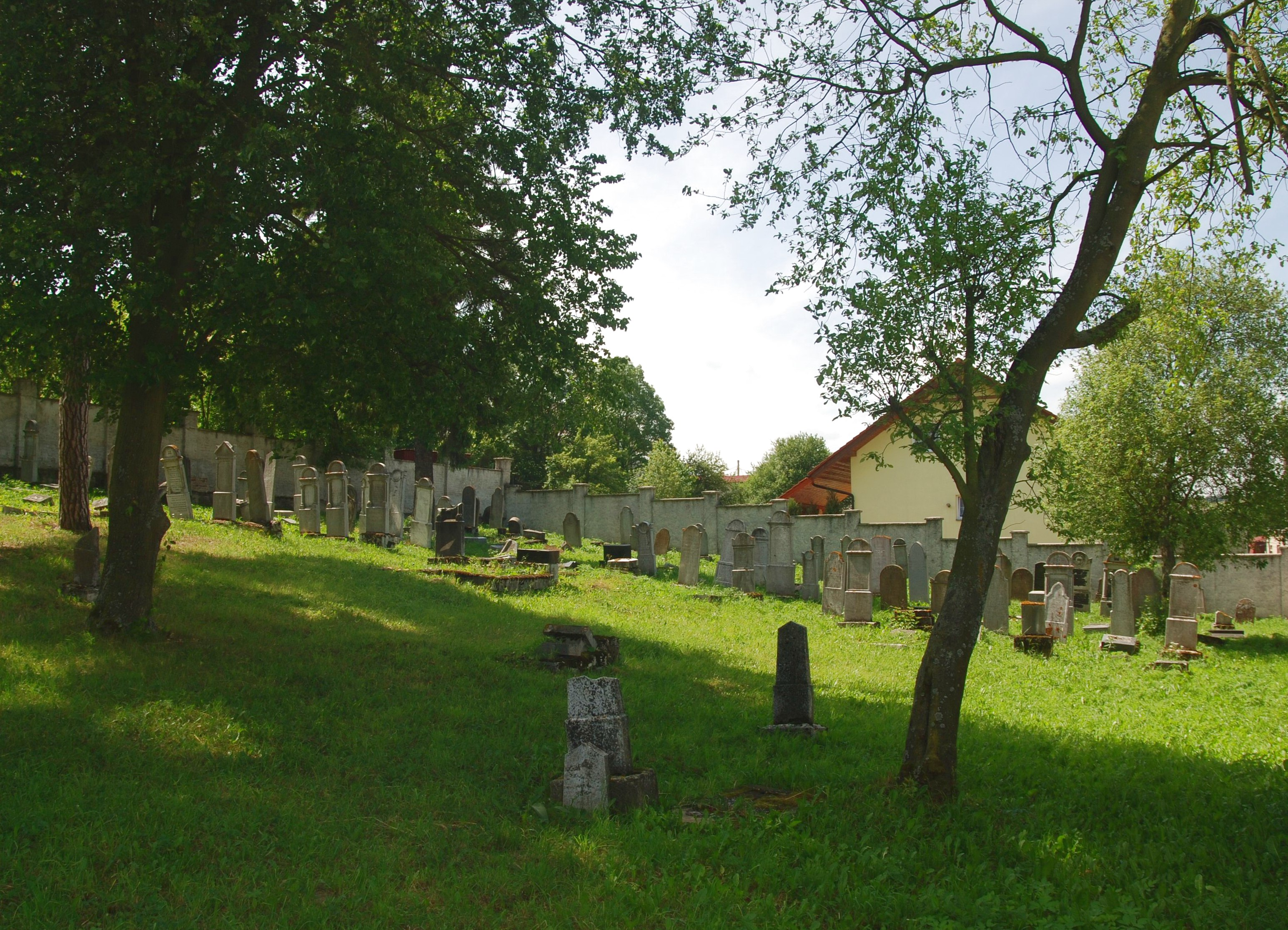
Cmentarz żydowski
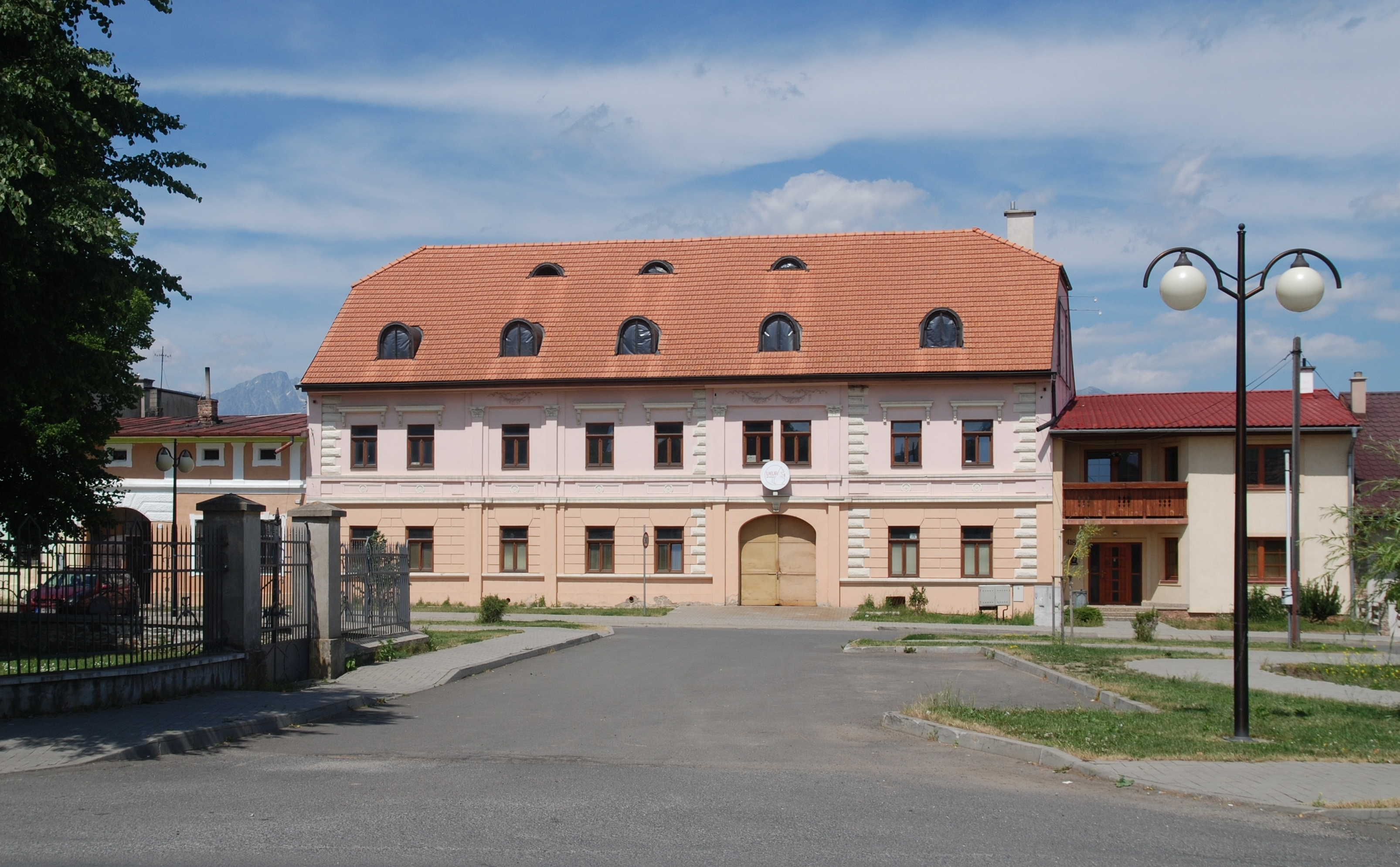
Dawna zabudowa
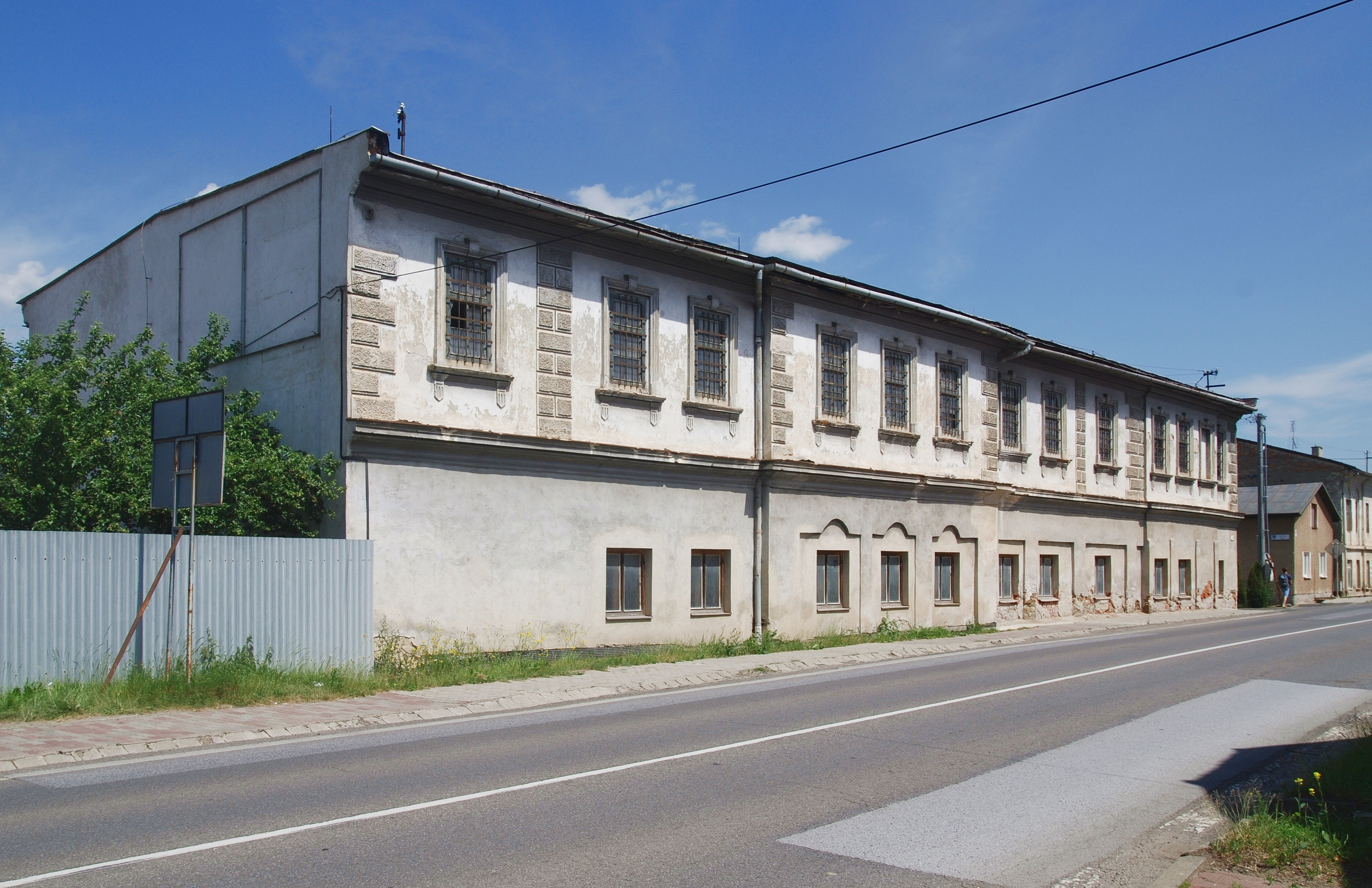
Dawna zabudowa